# 桐山孝太郎
桐山 孝太郎（きりやま こうたろう、1971年2月2日 - ）は、千葉県出身のバスプロ。

## 略歴
- 1989年5月~、ニューヨークへ渡り、放浪生活の後、ドミニカン大学 社会科学科を卒業。
- 1998年10月、BASSMASTER WESTERN DIVISION　に参戦。
- 1999年、自身が開発に参加したレスターファイン USツアートーナメントシリーズが発売。
- 2000年4月、 BASSMASTER 99/00 WESTERN DIVISION総合2位で日本人2人目のバスマスターズ・クラシック出場権獲得。
- 2000年、00/01シーズンよりB.A.S.S TOP150に参戦。
- 2002年、アドバイザーとして開発に参加したロッド、アクラブのUDグラスクランキングロッド、ハイスピードピッチングロッドがシマノより発売。
- 2006年、自身が開発に参加したロッド、ファイナルディメンションがシマノより発売。
- 2008年、BassCat社と共にKota's American Dreamを始動。日本、アメリカでトーナメントを開き、優勝者を外国(日本又はアメリカ)の大会に招待するというイベントを年1回開催するようになる。
- 2008年　バスマスターエリート優勝
- 2021年からアラバマ州ガンターズビル市の経済発展評議会の議員に就任する。

## 人物
日本人初の3年連続バスマスターズ・クラシック出場。日本人で唯一バスプロとしてアメリカ永住権（グリーンカード）を取得。アメリカの大学を卒業し、バストーナメントの最高峰であるバスマスターエリートに参戦し、２００８年にはエリート優勝。２０２１年からはアラバマ州ガンターズビル市の経済発展評議会の議員に就任。
趣味はテニス、ゴルフ、読書。

## スポンサー
- ジャッカル
- シマノ
- オーナーばり
- ハート光学（同社のサングラスブランド「DNA OPTICS」名義）
- GAMMA Lines
- Power-Pole
- エフエムファクトリー
- Adventure Advertising
- Frog Toggs
- Rod Sox
- MCEDC Marshall County Economic Development

## 作品

### 出演作品

#### DVD
- 桐山孝太郎 ROAD OF BASS MASTER CLASSIC (2009年11月、オーナー針)

## 出演

### テレビ番組
- 釣り・ロマンを求めて (テレビ東京系列)
- 地球!夢の楽園紀行〜fishing traveler〜 (BS-TBS)

### CM
- アサヒスーパードライ（２００１年）
- シマノ 「アクラブ」(2002年)

## 連載
- KOTA KIRIYAMAのIf they can do it,I can do it!(Basser、つり人社)